# Узкотелая златка ильмовая
Узкотелая златка ильмовая (лат. Agrilus auricollis) — вид жуков из семейства златок.
Длина тела имаго 6—7 мм. Переднеспинка золотисто-зелёная или медно-красная. Надкрылья оливково-зелёные, зелёно-синие, реже голубые, с узкой каёмкой из белых блестящих волосков на вершинах, которая продолжается двумя или тремя рядами волосков вдоль шва в задней половине надкрылий.
Развиваются на ильме.